# Ślepie

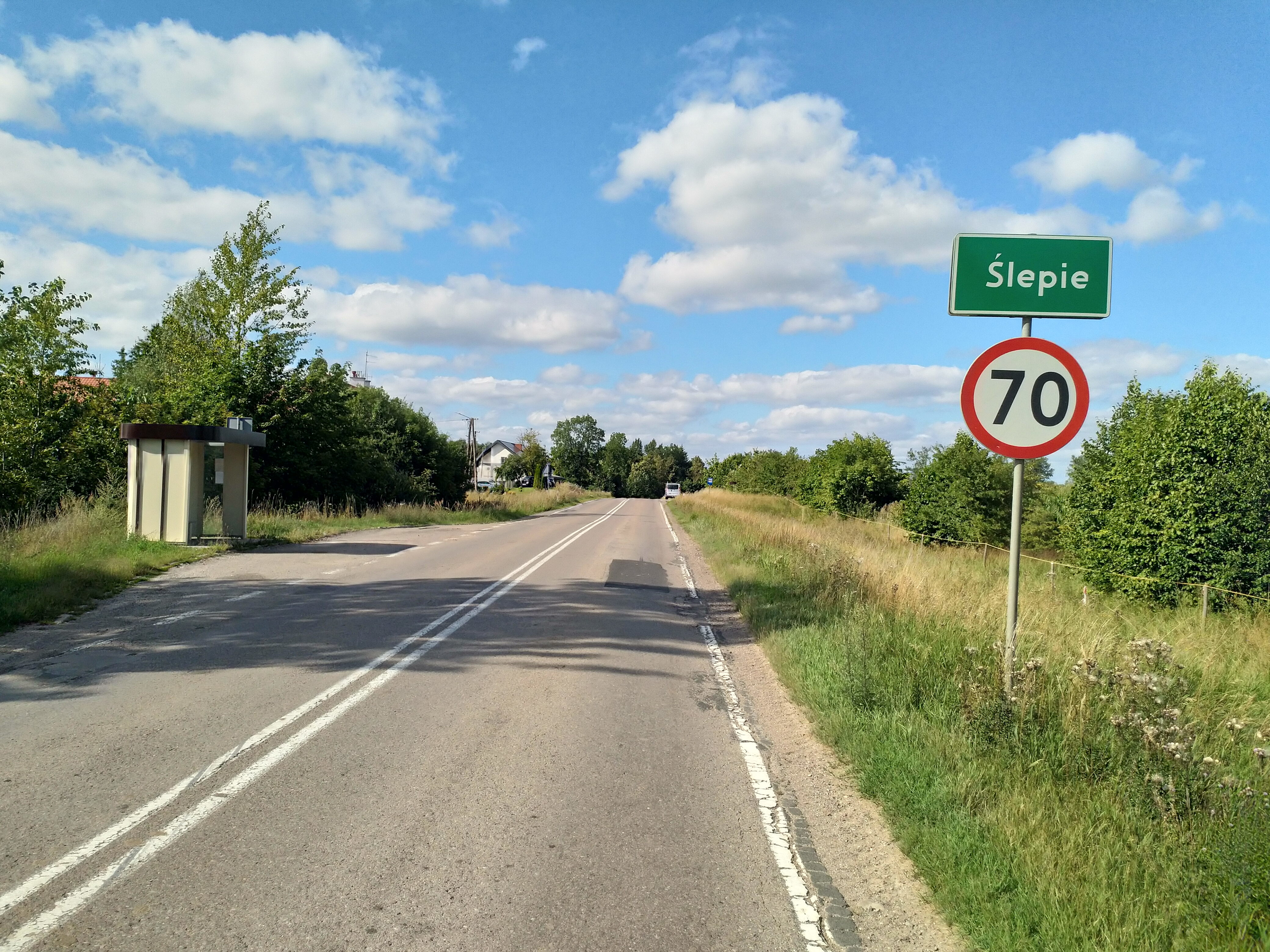
Ślepie (2024)

Ślepie (deutsch Schlepien, 1938 bis 1945 Schlöppen) ist ein kleiner Ort in der polnischen Woiwodschaft Ermland-Masuren und gehört zur Stadt-und-Land-Gemeinde Olecko (Marggrabowa, umgangssprachlich auch Oletzko, 1928 bis 1945 Treuburg) im Powiat Olecki (Kreis Oletzko, 1933 bis 1945 Kreis Treuburg).

## Geographische Lage
Ślepie liegt im Osten der Woiwodschaft Ermland-Masuren und ist neun Kilometer in südlicher Richtung von der Kreisstadt Olecko entfernt.

## Geschichte
Schlepien wurde im Jahre 1567 gegründet und bestand aus ein paar kleinen Höfen. Zwischen 1874 und 1945 war der Ort in den Amtsbezirk Gonsken (polnisch Gąski) eingegliedert, der – 1938 in „Amtsbezirk Herzogskirchen“ umbenannt – zum Kreis Oletzko (1933 bis 1945: Kreis Treuburg) im Regierungsbezirk Gumbinnen der preußischen Provinz Ostpreußen gehörte.
Im Jahre 1910 waren in Schlepien 52 Einwohner registriert. Ihre Zahl veränderte sich bis 1933 auf 56 und belief sich 1939 noch auf 55.
Aufgrund der Bestimmungen des Versailler Vertrags stimmte die Bevölkerung im Abstimmungsgebiet Allenstein, zu dem Schlepien gehörte, am 11. Juli 1920 über die weitere staatliche Zugehörigkeit zu Ostpreußen (und damit zu Deutschland) oder den Anschluss an Polen ab. In Schlepien stimmten 34 Einwohner für den Verbleib bei Ostpreußen, auf Polen entfiel keine Stimme.
Am 3. Juni (amtlich bestätigt am 16. Juli) des Jahres 1938 erhielt Schlepien aus politisch-ideologischen Gründen der Vermeidung fremdländisch klingender Ortsnamen die Umbenennung in „Schlöppen“.
In Kriegsfolge kam der Ort 1945 mit dem gesamten südlichen Ostpreußen zu Polen und erhielt die polnische Namensform „Ślepie“. Heute ist der Weiler (polnisch osada) Sitz eines Schulzenamtes (polnisch sołectwo) und eine Ortschaft im Verbund der Stadt-und-Land-Gemeinde Olecko (Marggrabowa, 1928 bis 1945 Treuburg), vor 1998 der Woiwodschaft Suwałki, seither der Woiwodschaft Ermland-Masuren zugehörig.

## Kirche
Vor 1945 war Schlepien resp. Schlöppen in die evangelische Kirche Gonsken in der Kirchenprovinz Ostpreußen der Kirche der Altpreußischen Union und in die katholische Pfarrkirche Marggrabowa (Treuburg) im Bistum Ermland eingepfarrt.
Heute gehört Ślepie zur evangelischen Kirchengemeinde Ełk (Lyck), einer Filialgemeinde der Pfarrei Pisz (deutsch Johannisburg) in der Diözese Masuren der Evangelisch-Augsburgischen Kirche in Polen bzw. zur katholischen Pfarrkirche Gąski im Bistum Ełk der Römisch-katholischen Kirche in Polen.

## Verkehr
Ślepie liegt an der bedeutenden polnischen Landesstraße DK 65 (frühere deutsche Reichsstraße 132), die von der polnisch-russischen Grenze bis zur polnisch-belarussischen Grenze führt und die beiden Woiwodschaften Ermland-Masuren und Podlachien verbindet. Außerdem endet innerorts eine von Zajdy (Sayden, 1938 bis 1945 Saiden) sowie Zabielne (Sabielnen, 1938 bis 1945 Podersbach) kommende Nebenstraße. Eine Bahnanbindung besteht nicht.